# Работно място
Работното място е заводът, фабриката, където работещият извършва своята работа, или там където се намира бюрото му, ако това е зала от работещи във фирма, държавно учереждение, университет, институт и други.
Работното място е също така самото място – офис, учереждение, цех, работилница и т.н., където работещият разполага с необходимите условия за работа, пособията, които са му необходими за работа, както и материалните и физически ресурси, които са му необходими, за да извършва своята конкретна работа. В технологичен аспект, това включва роботизацията, механизацията, материалите и техническите средства, необходими на работещия, като например роботи и електроника в завод. Като пример работното място може да е съоръжено с работни инструменти, производствена машина, цялостна производствена механика с контролни средства за управление на производствен технологичен процес на управляващия процеса по сглобяване или изработка компютър, както и мрежова връзка, ако такава е необходима при работата на завода. Мрежовата връзка е от специфичен характер за фирмените системи, за разлика от Интернет за дома.
Работно място на български не се отнася до работното бюро в дома, където един инженер или учен може да работи като довършва своята работа вечер, например.
Съответната структурна част в пространство за производство или управление, в което работещият е свързан с оръдията на труда за осъществяване на работен процес, с който се постигат целите в резултат от труда.
Понякога като работно място, особено в обявите за работа и в софтуера за управление на персонала се означава и позицията, която някой заема в дадена фирма и организация, както и съответно цялостната функционална, като част организационната, среда на неговата работа.